# Luis Marcelo Zelarayán
Luis Marcelo Zelarayán (San Miguel de Tucumán, 30 de octubre de 1914 - id., 19 de septiembre de 1973) fue un médico argentino especialista en gastroenterología, catedrático e investigador, ministro de Salud Pública y Asistencia Social de la provincia de Tucumán entre 1952 y 1955.

## Biografía

### Familia

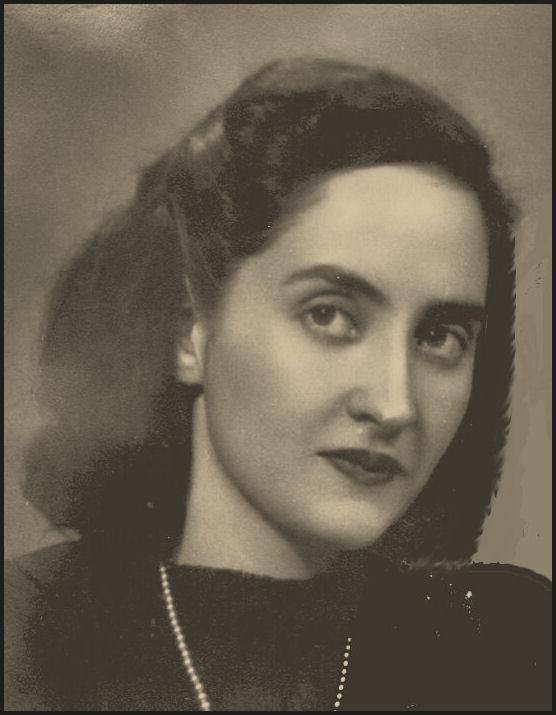
Constancia Barreñada Bermúdez, esposa del Luis Marcelo Zelarayán, c.1948.

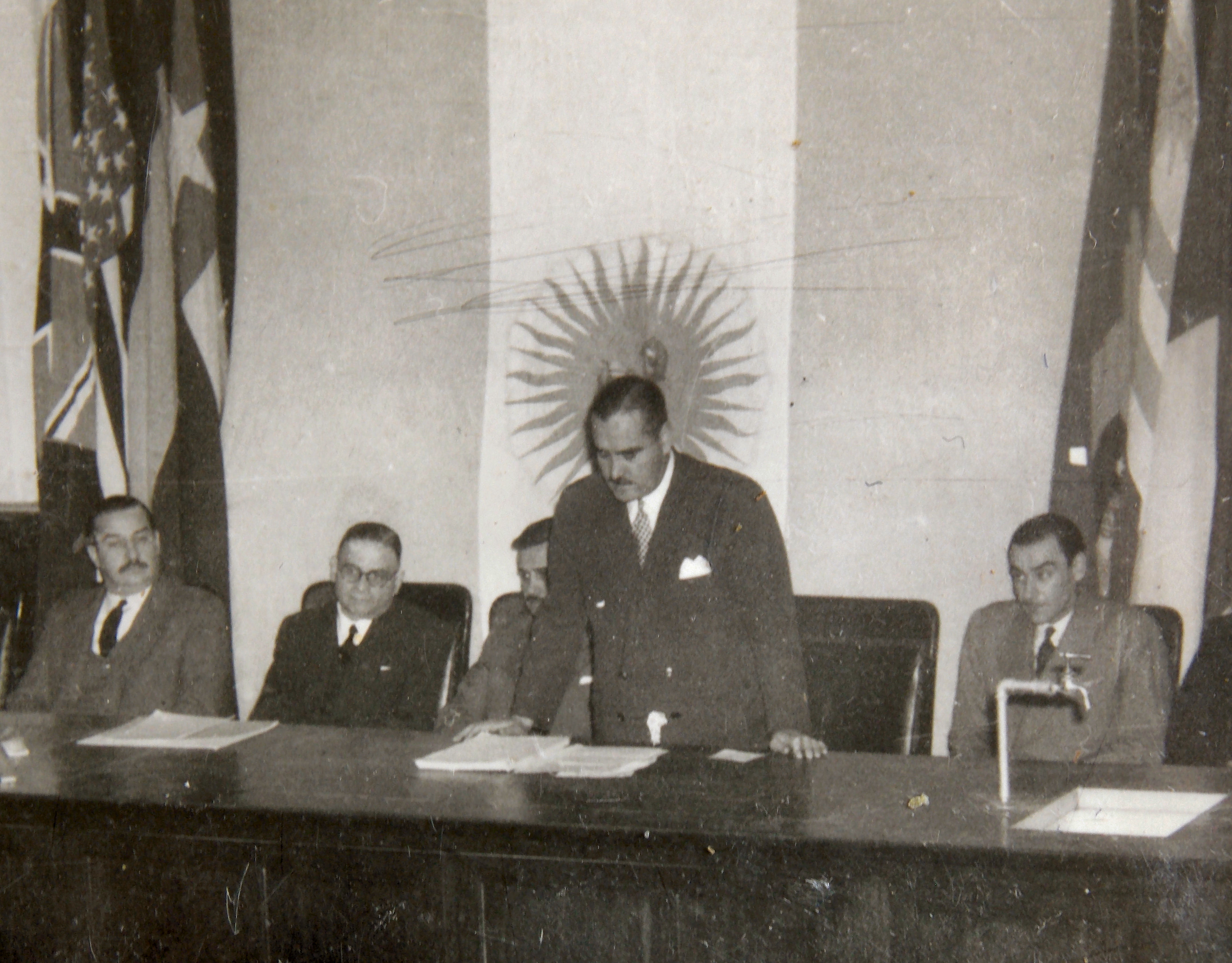
El ministro de Salud Pública de Tucumán, Luis Marcelo Zelarayán, inaugura el Congreso Máxilo Facial Argentino en 1953. A su derecha, el Dr. Ramón Carrillo, ministro de Salud Pública de la Nación.

Nació en San Miguel de Tucumán el 30 de octubre de 1914, hijo de Hortensia Villagra y del teniente coronel Ernesto Zelarayán; venía de antiguas familias tucumanas. Era quinto nieto del capitán Ygnacio de Çelayarán y Ugarte (Azpeitia, Guipúzcoa, 1650-San Miguel de Tucumán, 1696), quien fuera Tesorero Real y Teniente de Oficiales Reales en la ciudad de San Miguel de Tucumán, en el sitio de Ybatín. En 1947 se casó con Constancia Lis Barreñada Bermúdez, siendo padres de María Imelda, Luis Marcelo y Ernesto Luis Zelarayán Barreñada.

### Estudios
Cursó sus estudios primarios y secundarios en la Escuela Mitre y el Colegio Nacional "Bartolomé Mitre", de su ciudad natal. Cumplió con su conscripción militar como traductor del Estado Mayor Conjunto de las Fuerzas Armadas, por su dominio de las lenguas inglesa, francesa e italiana. Recibió su título de médico cirujano en la Universidad Nacional del Litoral, en 1942.  En Rosario, fue Practicante Menor y Mayor por concurso de calificaciones en el Hospital del Centenario, en las salas de los profesores Clemente Álvarez y David Staffieri. Ya graduado, residió más de un año en Montevideo, Uruguay, como asistente al Servicio de Gastroenterología del profesor Benigno Varela Fuentes.

### Actividad laboral
De regreso en Tucumán, ingresó a la Dirección General de Asistencia y Previsión Social para Ferroviarios, como médico del Policlínico local (1946), totalizando allí  casi tres décadas de labor profesional en cuyo transcurso fue sucesivamente Jefe de Clínica Médica (1947), Director (1960) y Director Regional del Noroeste (1967).
También ocupó la Jefatura Zonal del noroeste de Servicios médicos de Gas del Estado, desde 1957. 

### Actividad docente
Fue jefe de Trabajos Prácticos de Fisiología en la Facultad de Medicina de Rosario de Santa Fe. En la Facultad de Medicina de la Universidad Nacional de Tucumán fue jefe de Trabajos Prácticos de Semiología (1953) y catedrático de Patología Médica (1954).

### Actividad científica y gremial
Presidió la Sociedad de Gastroenterología de Tucumán y fue miembro fundador de la Sociedad de Medicina Interna de Tucumán, así como miembro titular u honorario de diversas instituciones argentinas y extranjeras. Llevó la representación argentina a diversos congresos y presidió el Tribunal de Ética del Colegio Médico de Tucumán desde 1963 hasta su fallecimiento.

### Actividad política
Ocupó el Ministerio de Salud Pública y Asistencia Social de la provincia de Tucumán desde el 4 de junio de 1952  hasta el 3 de marzo de 1955. El Ministro de Salud Pública de la Nación era el Dr. Ramón Carrillo.

### Homenaje
Falleció en su ciudad natal, el 19 de septiembre de 1973, pocos días después que la Asociación Interamericana de Gastroenterología (AIGE) lo designara Miembro de Honor. El Poder Ejecutivo de la provincia adhirió al duelo, con decreto de homenaje.

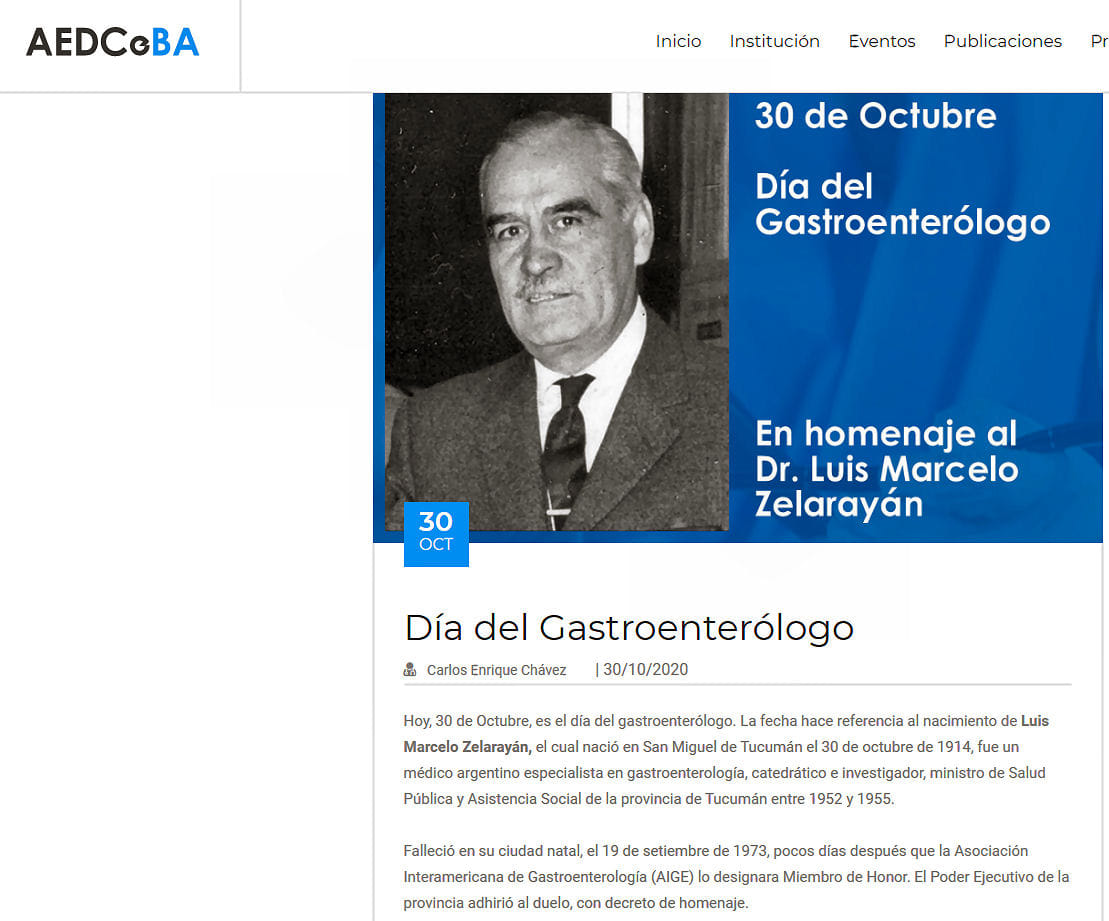
Día del gastroenterólogo argentino

En su homenaje se ha instituido el día 30 de octubre, fecha de su nacimiento, como "Día del Gastroenterólogo"